# Palazzo Theoli
Palazzo Theoli é um palácio renascentista localizado no número 30 do Vicolo del Cinque, no rione Trastevere de Roma.

## História
O palácio foi construído no século XVI para a nobre família trasteverina dos Theoli, presente em Roma desde o século XIV e parentes dos Venturini. O edifício apresenta uma estrutura modesta e elegante em dois pisos com três janelas emolduradas apoiadas sobre uma cornija marcapiano. A janela central do segundo piso se abre numa bela varanda sustentada por mísulas. No piso térreo está um belo portal em arco rusticado com umca cartela e flanqueado por uma janela com grade à direita (depois transformada na porta de uma loja) e por uma porta de loja à esquerda. O ático acima do beiral é uma adição do século XIX, quando o palácio todo foi reformado.